# 見立絵
見立絵（みたてえ）とは、歴史上の出来事や故事・古典を、同時代の人々が理解しやすい題材に託して描いた絵のことである。特に、江戸時代には、浮世絵等で趣向を凝らしたものが多く見られ、さまざまな階層の人々に親しまれた。

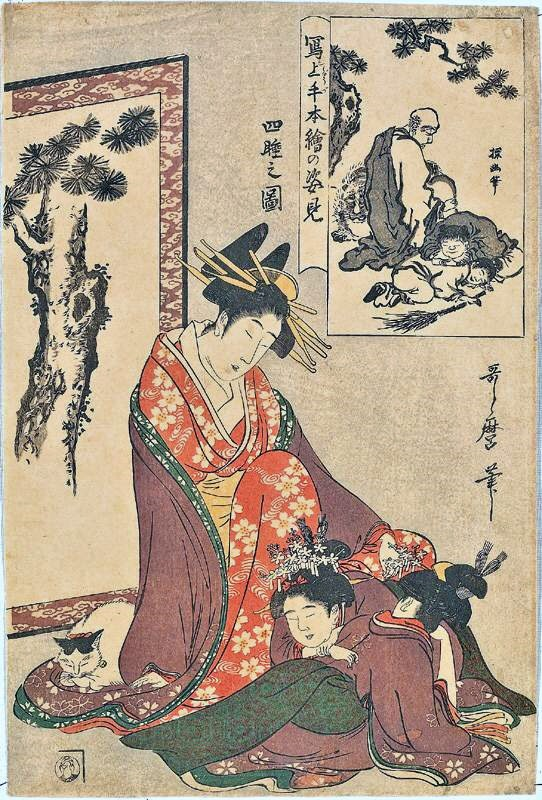
喜多川歌麿《四睡之圖》

## 見立涅槃図
江戸期に書かれた「変わり涅槃図」のうち、「見立涅槃図」に分類される作品がある。代表的なものには伊藤若冲晩年の作『果蔬涅槃図』があり、二股に分かれた大根を横たえた図を、釈迦入滅に見立てている。こうした作品は、「追悼等を笑いの対象とするような作品群の一つと考えられて」おり、機知や揶揄に富んだ見立のひとつのあらわれである。他の例に、英一蝶作「業平涅槃図」、鈴木芙蓉作「芭蕉涅槃図」
、「死絵」等の「役者涅槃図」、「鯨涅槃図」が挙げられる。

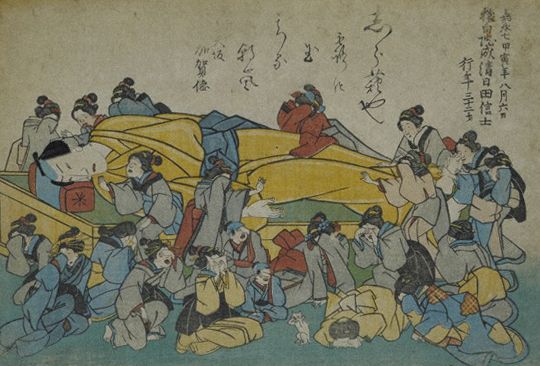
死絵。八代目市川團十郎。1854年。涅槃図の見立て

## 代表的な作品
- 『雨夜の宮詣で』　（鈴木春信）

紀貫之を主人公とする謡曲「蟻通」を踏まえ、女性を神的な恋の化身として表現

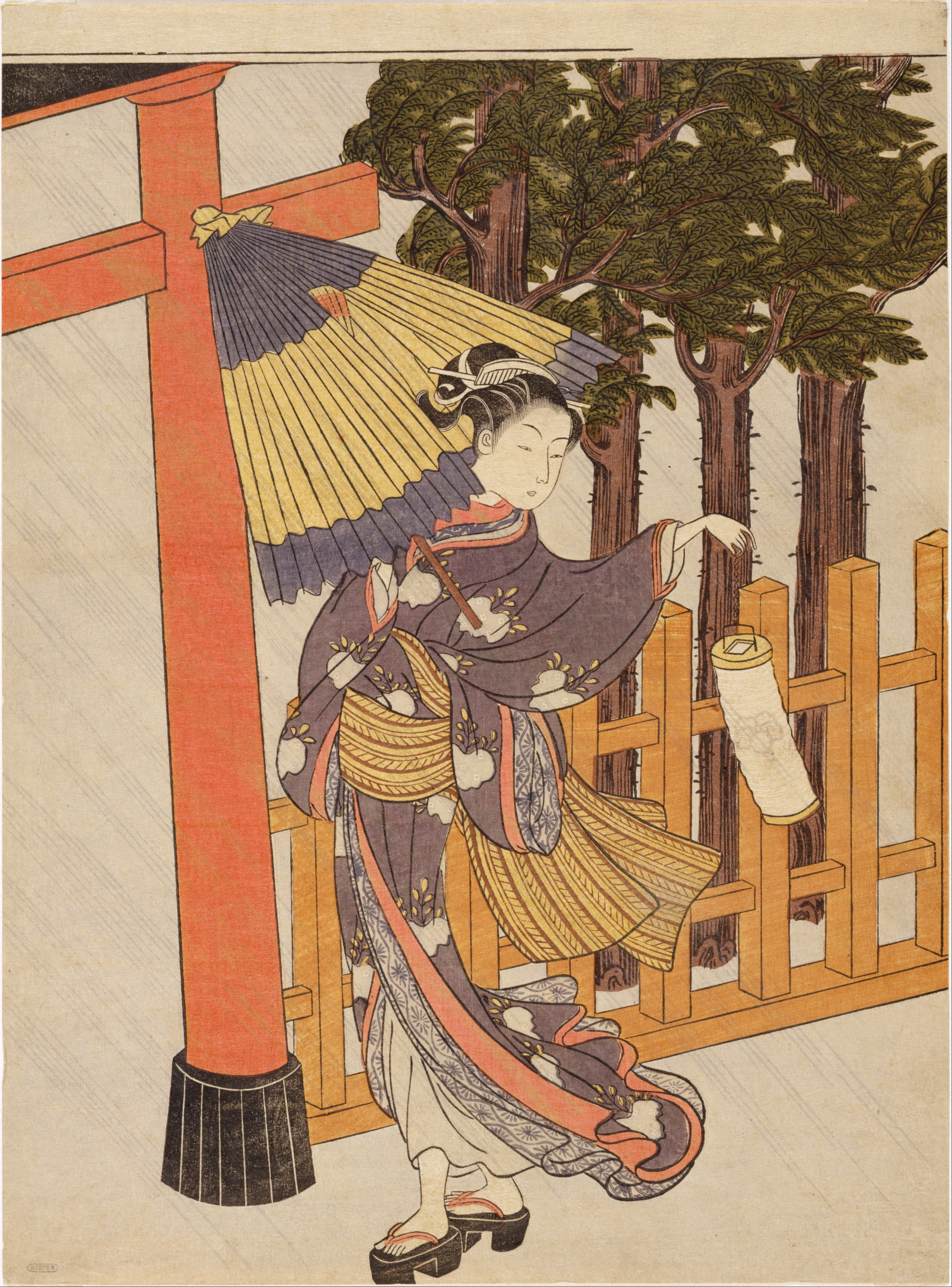
「雨夜の宮詣」笠森お仙

- 『果蔬涅槃図』 (野菜涅槃図)　（伊藤若冲）

八百屋に生まれた若冲が、野菜を涅槃に見立てて表現

## ギャラリー

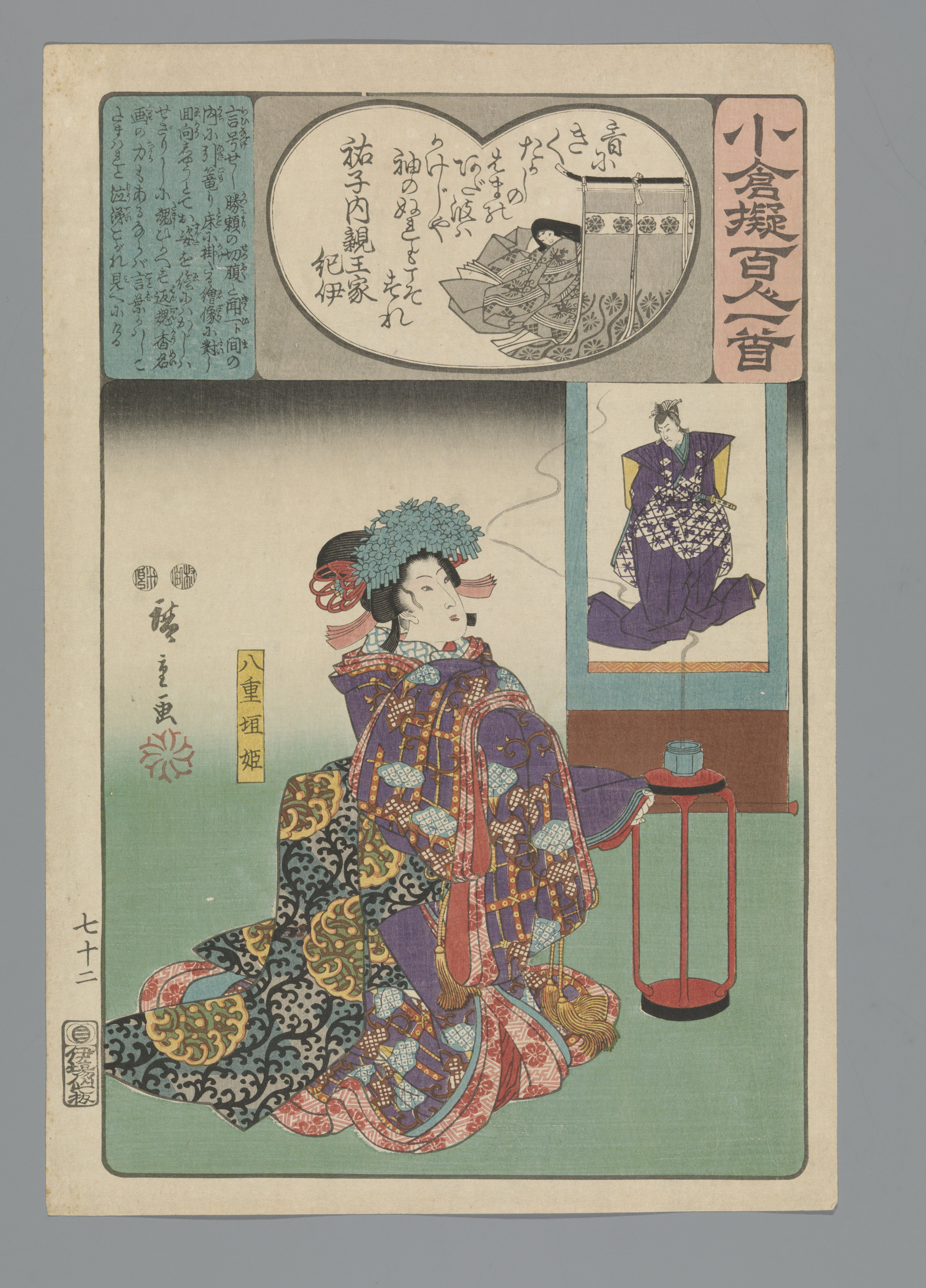
歌川広重 小倉擬百人一首 祐子内親王家紀伊 八重垣姫に見立ている
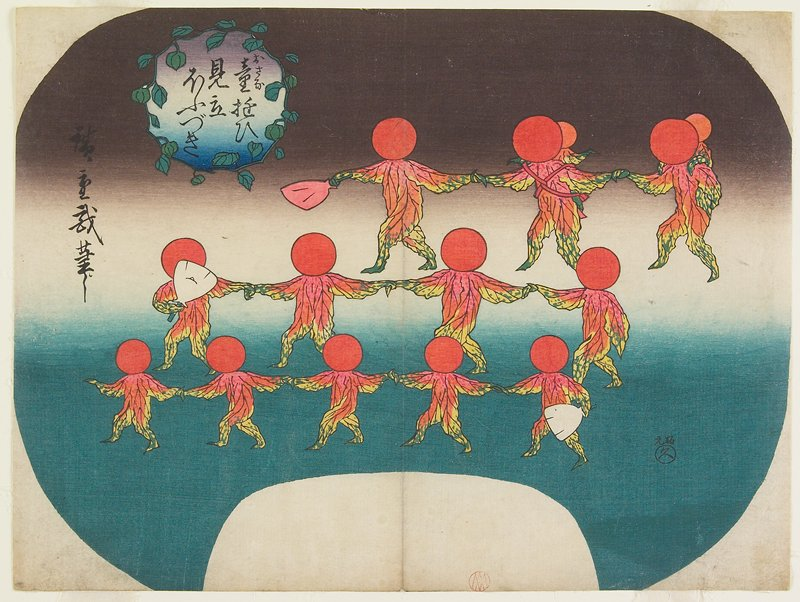
歌川広重の団扇絵「童遊ひ見立ほふづき」
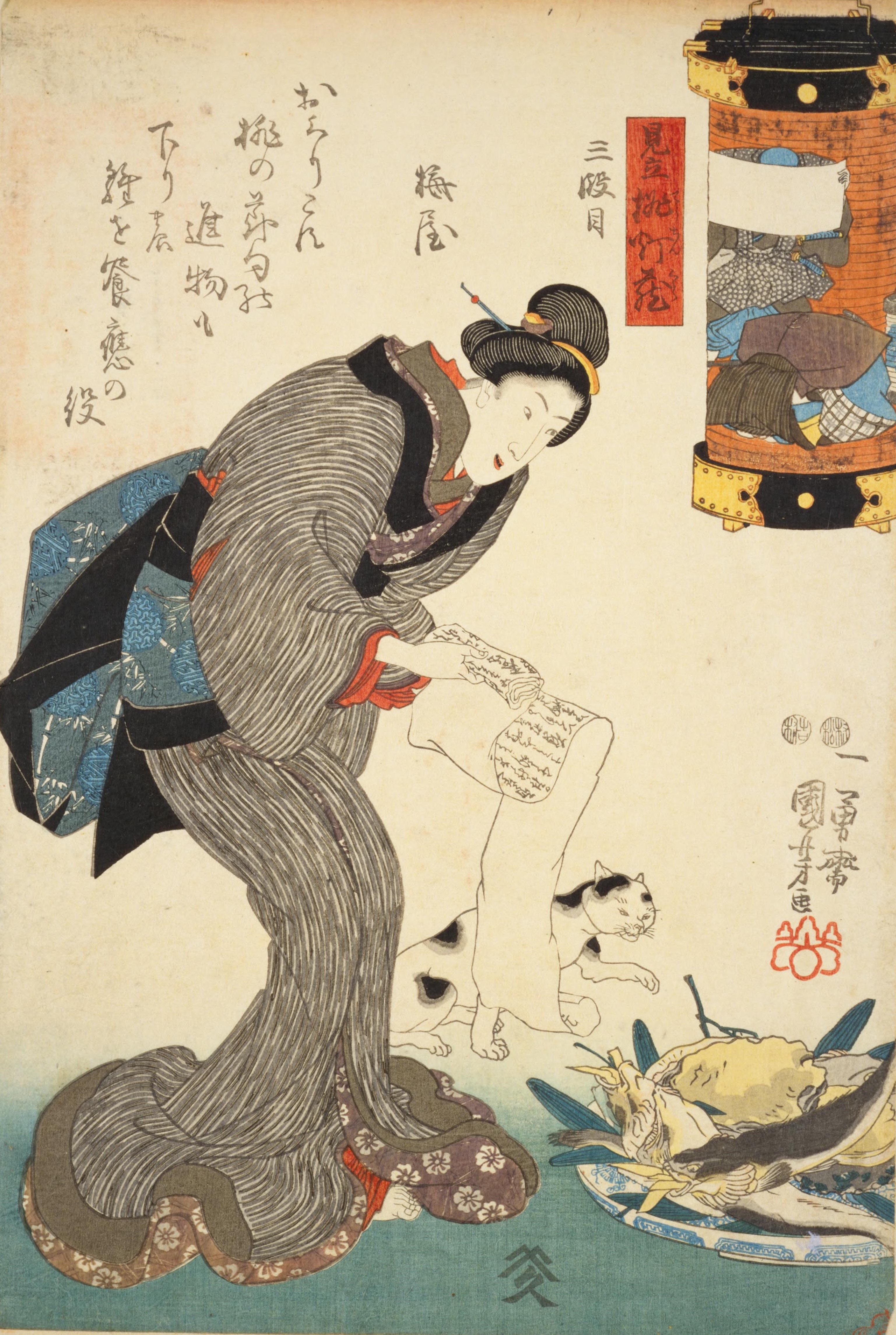
歌川豊国「見立挑灯蔵 三段目」美人を忠臣蔵に見立てている
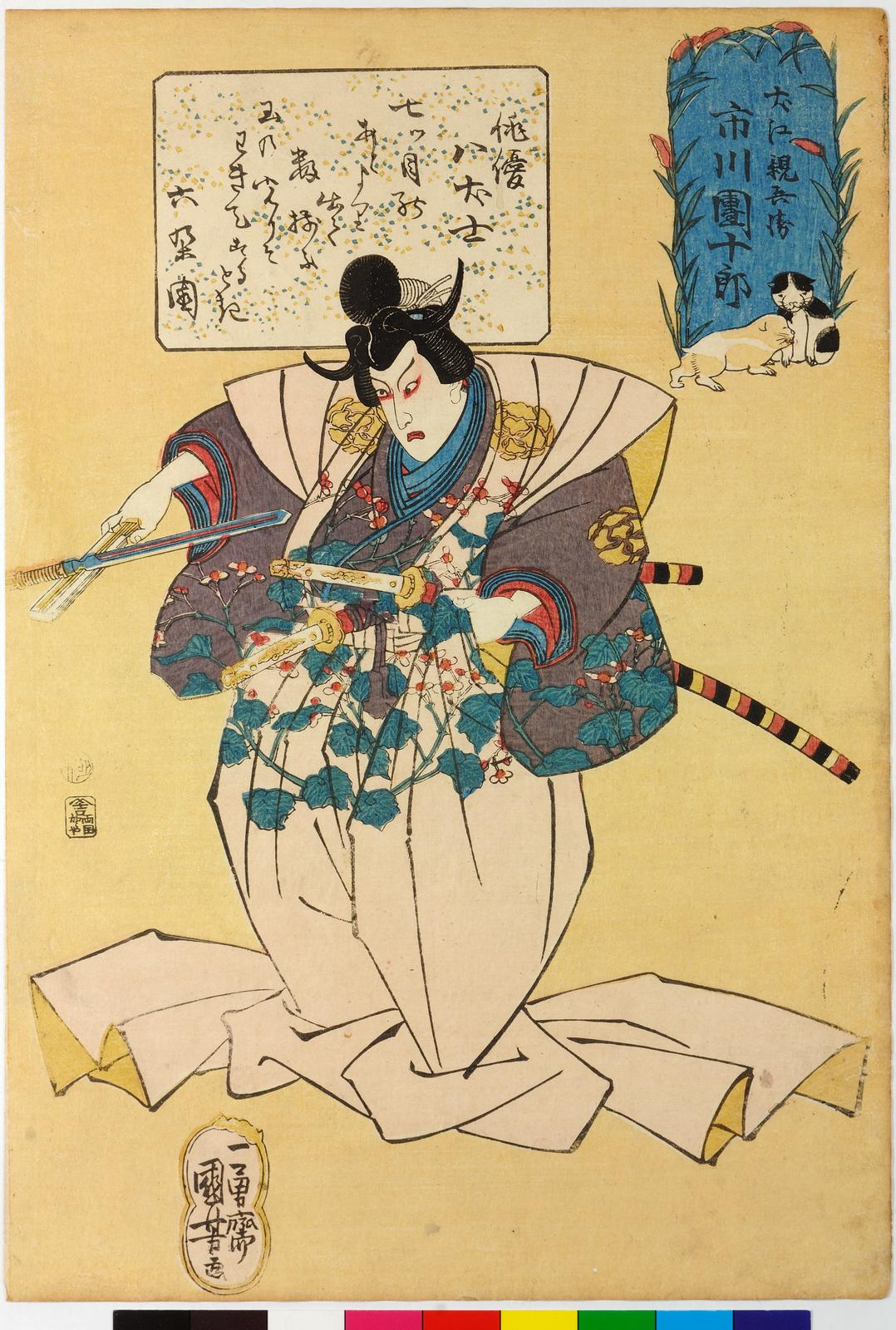
歌川国芳「見立俳優八犬士」
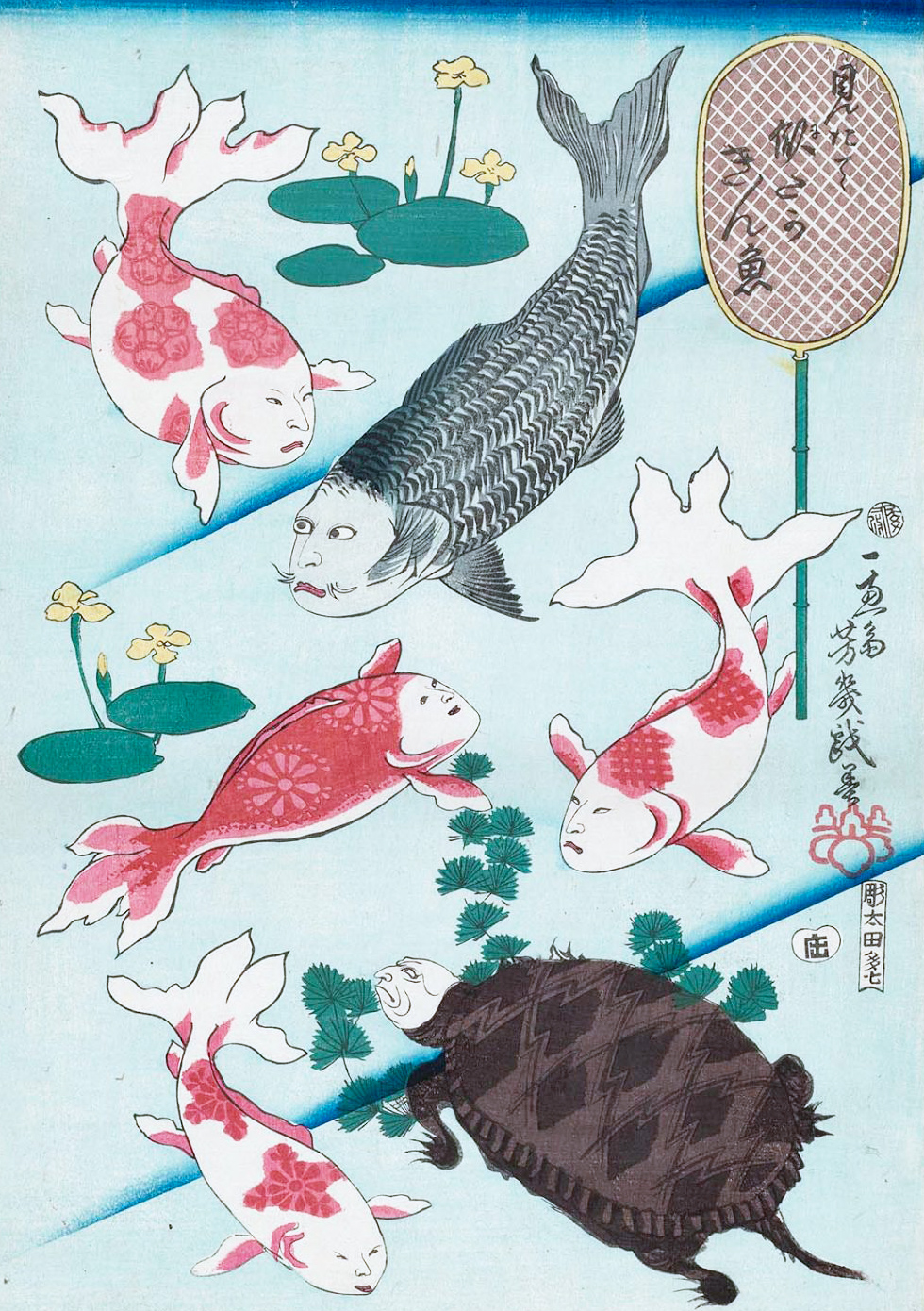
落合芳幾『見立て似（よ）たか金魚』 （夜鷹を金魚に模したもの。）